# Подури (Вранча)
Подури (рум. Poduri) насеље је у Румунији у округу Вранча у општини Ваља Сариј. Oпштина се налази на надморској висини од 332 m.

## Становништво
Према подацима из 2002. године у насељу је живело 342 становника, од којих су сви румунске националности.